# 木塚忠助
木塚 忠助（きづか ただすけ、1924年4月23日 - 1987年12月16日）は、佐賀県唐津市出身のプロ野球選手（内野手）。右投右打。

## 概要
昭和20年代を代表する遊撃手。1948年に南海に入団すると、長らく不動の一番・遊撃手を務め、ベストナイン遊撃手を7回獲得した。強肩・俊足でバカ肩、イダ天とも称された。通算盗塁数479個は歴代4位（引退当時はプロ野球最多記録）。

## 経歴

### プロ入り前
唐津中学（現・佐賀県立唐津東高校）出身。野球を始めたのは3年からと遅かったが、5年次には佐賀県大会で1試合16奪三振を記録する好投手となり、職業野球からも誘いを受けた。しかし警察官の父親の勧めで、鉄道省門司鉄道局に進む。
門鉄では三塁手を務め、俊足・強肩・強打の三拍子揃った活躍を見せた。職場にあったインクでバットを赤く染めていたことから「門鉄の赤鬼」の異名を取った。ライバルの八幡製鐵との試合は常に荒れ模様となり、木塚のラフプレーを引き金に乱闘騒ぎとなり、警察官が出動する騒ぎになったこともあったという。

### 現役時代
1947年オフ、同年に門鉄からプロ入りした中谷信夫の絡みで、南海ホークス、戦前に金鯱軍のマネージャー時代に既に勧誘していた高田が球団代表を務める中日ドラゴンズといったプロ球団から勧誘を受ける。ほかにも大学からも誘いがあったとされる。結局、中谷のプロ入り時の縁で門鉄監督の石川正二が南海に好意を持っていたこともあって、木塚は南海に入団した。
1948年は1年目ながら7番・遊撃手としてレギュラーに定着、規定打席（37位、打率.236）にも達する。同年から6年連続でベストナインに選出された。
2年目の1949年には打率.303（リーグ12位）と打撃が開花。また同年から4年連続で盗塁王を獲得。この4年間で246盗塁、成功率は.855の高さだった。
1949年9月29日の大陽戦第1試合（阪急西宮球場）で、1試合6失策（遊撃手で3、三塁手で3）を記録した。直後の第2試合で阪神の本堂保次が二塁手として1イニング4失策を記録したことから、グラウンドの整備不良が主な原因と考えられる。ただ失策は多く1948年、1949年、1951年にリーグ最多失策を記録した。
1950年には2番打者に定着し、打率.301（8位）を記録。同年6月5日の西鉄戦では7回に1イニング3盗塁（日本タイ記録）を記録している。この年はシーズン78盗塁を残した。ホークスの先輩・河西俊雄を抜く当時のプロ野球記録であり、まだ記録を伸ばすこともできたが、東急フライヤーズ代表の猿丸元が「チームの為ではなく、自分のために走っている」と語っているのを聞き、それ以上盗塁をするのが馬鹿馬鹿しくなり残り試合で一度も盗塁をしなかった。
1951年には打率.309（5位）を記録。一塁手・飯田徳治、二塁手・山本、三塁手・蔭山和夫らと百万ドルの内野陣を形成した。同年も55盗塁を記録して盗塁王を獲得する。巨人との日本シリーズでは全5試合に先発出場するが19打数4安打に終わる。
1952年も盗塁王を獲得してリーグ優勝も果たすが、巨人との日本シリーズはわずか1安打に終わり、活躍の場はなかった。
1953年、巨人との3度目の日本シリーズも18打数3安打と不調であったが、最終第7戦では6回表に別所毅彦から一時は勝ち越しとなる本塁打を放ち、意地を見せた。
木塚にとって最後となる1955年の巨人との日本シリーズでは、27打数2安打と真価を発揮できず、チームも巨人との日本シリーズ4連敗を喫する。
1956年、プロ入り9年目の同年シーズンオフ、A級10年選手制度が適用される前年に金銭トレードで近鉄パールスに移籍。当時は10年間同一球団に在籍した選手に対して、ボーナスの受給（再契約金）を受け取るか、所属球団から移籍できることを選ぶ権利が与えられる10年選手制度があった。在籍して実働10年の選手にはボーナスを払わなければならないという規定は、出費がかさんでしまうことから南海のような貧乏球団にとっては悩みの種であり、しばしば主力選手の放出がなされた。南海の主力選手であった木塚もこれにあたり、球団は打線の大型化を図る構想をすると共に木塚をトレードに出した（類似の例に大沢啓二がいる）。チームの4番打者であった飯田も同年にこの制度のために南海球団からボーナスの支払いを渋られ、国鉄へ移籍している。
1957年は遊撃手のレギュラーとして起用されるが、打撃は低迷。1958年は鈴木武らに定位置を譲る試合が多くなり、1959年限りで現役を引退した。
通算479盗塁は当時のプロ野球記録で、1970年に後輩の広瀬叔功が破るまで11年間保持した。

### 引退後
引退後は近鉄一軍コーチ（1962年 - 1966年）、東京一軍コーチ（1967年 - 1968年）を務めた。東京退団後は、大阪でレストランの経営をしていた。
1987年12月16日死去。享年63。

## 選手としての特徴
歴代屈指の名遊撃手とも呼ばれ、その強肩ぶりは「バカ肩」と呼ばれ、「イダ天」とも称された俊足と相まって人気が高かった。その守備は堅実というより華麗、守備範囲が広いうえに送球への流れの中で捕球し、矢のような球を投げた。
吉田義男は木塚のプレーを見て学び、「機敏で肩が強くてダイナミックで一番の手本でした」と語っている。野村克也は『うたばん』（TBSテレビ）に出演した際、自身が選ぶ日本野球史上最強メンバーで遊撃手に木塚を選んでいた。野村は「今まで見てきたショートの中で右に出る者はいない」と語っている。盗塁・走塁に関してはフリーパスであったという。三塁手の"定位置"で守っていた山本（鶴岡）一人の股間を抜けた打球を驚くべきスピードで追いつきそのままの姿勢で一塁に遠投して刺した、など伝説的な逸話を残す。

## 人物
巨人軍の「引き抜き」の誘いを「俺は金では動かない」と断った選手として有名で、九州男児の心粋を通した選手であった。また、メジャーリーグから誘いを受けた日本人選手第一号でもある。
晩年、子供たちに指導する機会があった際、グラブから指を出していた子供に「坊や、指だしたらあかん」と注意したところ、「そやかて、原も篠塚もだしてるやん」と言われて困惑したという。しかし木塚は「いまの選手、手ェ痛いよって指だすのやろ。痛いんやったら、野球、やめなはれ」と語ったという。

## 詳細情報

### 年度別打撃成績
| 年 度      | 球 団      | 試 合 | 打 席 | 打 数 | 得 点 | 安 打 | 二 塁 打 | 三 塁 打 | 本 塁 打 | 塁 打 | 打 点 | 盗 塁 | 盗 塁 死 | 犠 打 | 犠 飛 | 四 球 | 敬 遠 | 死 球 | 三 振 | 併 殺 打 | 打 率 | 出 塁 率 | 長 打 率 | O P S |
| ---------- | ---------- | ----- | ----- | ----- | ----- | ----- | -------- | -------- | -------- | ----- | ----- | ----- | -------- | ----- | ----- | ----- | ----- | ----- | ----- | -------- | ----- | -------- | -------- | ----- |
| 1948       | 南海       | 140   | 545   | 504   | 58    | 119   | 14       | 7        | 4        | 159   | 54    | 34    | 12       | 16    | --    | 23    | --    | 2     | 44    | --       | .236  | .272     | .315     | .588  |
| 1949       | 南海       | 135   | 559   | 524   | 69    | 159   | 18       | 9        | 7        | 216   | 54    | 59    | 13       | 10    | --    | 23    | --    | 2     | 37    | --       | .303  | .335     | .412     | .747  |
| 1950       | 南海       | 116   | 520   | 481   | 94    | 145   | 14       | 8        | 8        | 199   | 47    | 78    | 8        | 10    | --    | 23    | --    | 6     | 19    | 11       | .301  | .341     | .414     | .755  |
| 1951       | 南海       | 104   | 455   | 421   | 78    | 130   | 17       | 5        | 1        | 160   | 34    | 55    | 7        | 17    | --    | 13    | --    | 4     | 16    | 2        | .309  | .336     | .380     | .716  |
| 1952       | 南海       | 115   | 496   | 454   | 78    | 127   | 20       | 3        | 8        | 177   | 41    | 55    | 11       | 23    | --    | 13    | --    | 6     | 35    | 6        | .280  | .309     | .390     | .699  |
| 1953       | 南海       | 91    | 381   | 343   | 55    | 82    | 14       | 1        | 2        | 104   | 23    | 44    | 6        | 17    | --    | 19    | --    | 2     | 21    | 6        | .239  | .283     | .303     | .586  |
| 1954       | 南海       | 115   | 479   | 443   | 53    | 112   | 11       | 7        | 7        | 158   | 30    | 37    | 16       | 12    | 2     | 21    | --    | 1     | 29    | 3        | .253  | .288     | .357     | .645  |
| 1955       | 南海       | 122   | 421   | 386   | 53    | 96    | 6        | 4        | 2        | 116   | 21    | 38    | 7        | 10    | 1     | 22    | 0     | 2     | 39    | 3        | .249  | .293     | .301     | .593  |
| 1956       | 南海       | 133   | 470   | 427   | 52    | 108   | 10       | 3        | 1        | 127   | 27    | 34    | 8        | 15    | 4     | 22    | 0     | 2     | 45    | 6        | .253  | .293     | .297     | .590  |
| 1957       | 近鉄       | 116   | 431   | 392   | 43    | 81    | 11       | 4        | 1        | 103   | 22    | 30    | 17       | 12    | 1     | 24    | 0     | 2     | 54    | 7        | .207  | .256     | .263     | .519  |
| 1958       | 近鉄       | 88    | 268   | 251   | 22    | 52    | 4        | 2        | 1        | 63    | 6     | 14    | 9        | 5     | 1     | 9     | 0     | 2     | 37    | 7        | .207  | .240     | .251     | .491  |
| 1959       | 近鉄       | 13    | 23    | 21    | 2     | 5     | 1        | 0        | 0        | 6     | 1     | 1     | 0        | 1     | 0     | 1     | 0     | 0     | 6     | 0        | .238  | .273     | .286     | .558  |
| 通算：12年 | 通算：12年 | 1288  | 5048  | 4647  | 657   | 1216  | 140      | 53       | 42       | 1588  | 360   | 479   | 114      | 148   | 9     | 213   | 0     | 31    | 382   | 51       | .262  | .299     | .342     | .640  |

- 各年度の太字はリーグ最高

### タイトル
- 盗塁王：4回 （1949年 - 1952年）
- 最多安打：1回（1951年）※当時連盟表彰なし

### 表彰
- ベストナイン：7回 （遊撃手部門：1948年 - 1953年、1955年） ※遊撃手部門を7度受賞は歴代2位タイ
- 日本シリーズ技能賞：1回 （1955年）

### 記録
節目の記録
- 1000試合出場：1956年7月18日 ※史上38人目

その他の記録
- 最多安打（当時連盟表彰なし）：1回 （1951年） ※1994年より表彰
- 1試合6失策 （1949年9月29日） ※日本記録
- 1イニング3盗塁（1950年6月6日）[14]
- シーズンランニング本塁打：2本 （1954年） ※日本タイ記録
- 月間ランニング本塁打：2本 （1954年8月） ※日本記録
- 通算ランニング本塁打：5本 ※日本タイ記録
- 通算盗塁成功率：80.8％ （479盗塁114盗塁死） ※歴代4位（300盗塁以上対象）
- オールスターゲーム出場：6回 （1951年 - 1956年）

### 背番号
- 3 （1948年 - 1949年）
- 14 （1950年 - 1959年）
- 1 （1962年）
- 40 （1963年 - 1966年）
- 54 （1967年 - 1968年）